# Michaił Badiuk
Michaił Michajłowicz Badiuk (ros. Михаил Михайлович Бадюк, ur. 3 stycznia 1920 we wsi Czugujewka w Kraju Nadmorskim, zm. 25 marca 1993 w Rostowie nad Donem) – radziecki lotnik wojskowy, major, Bohater Związku Radzieckiego (1944).

## Życiorys
Urodził się w rodzinie chłopskiej. W 1939 skończył szkołę w Błagowieszczeńsku i został szefem radiostacji portu Bajkał w obwodzie irkuckim, od 1939 służył w marynarce. W 1940 ukończył szkołę młodszych specjalistów lotniczych Floty Oceanu Spokojnego i został strzelcem-radzistą minowo-torpedowego pułku lotniczego Sił Powietrznych Floty Oceanu Spokojnego, od maja 1942 uczestniczył w wojnie z Niemcami w składzie 2 gwardyjskiego mieszanego pułku lotniczego Sił Powietrznych Floty Północnej, w 1943 został przeniesiony do 24 pułku lotniczego (późniejszego 9 gwardyjskiego pułku lotniczego), od 1943 należał do WKP(b). Do końca 1943 wykonał 86 lotów bojowych w celu umieszczania min, bombardowania lotnisk przeciwnika i zwiadu okrętowego na Morzu Barentsa, brał udział w zatopieniu 12 transportów wroga, strącił osobiście myśliwiec, a dwa uszkodził. W 1944 ukończył wojskową szkołę lotnictwa morskiego w Kujbyszewie (obecnie Samara), w 1946 wojskową szkołę lotniczą w Jejsku, a w 1955 Akademię Wojskowo-Powietrzną. Od 1946 służył w lotnictwie Floty Czarnomorskiej, od 1950 w 174 gwardyjskim pułku lotnictwa myśliwskiego Sił Powietrznych Floty Północnej, a od 1951 Floty Bałtyckiej, 1960-1961 był zastępcą szefa sztabu 967 samodzielnego  zwiadowczego lotniczego pułku Sił Powietrznych Floty Północnej, a 1961-1962 ponownie Floty Bałtyckiej, następnie zakończył służbę w stopniu majora. Pracował jako majster w Rostowskim Państwowym Instytucie Pedagogicznym i w Instytucie Budowy Maszyn Rolniczych w Rostowie nad Donem.

## Odznaczenia
- Złota Gwiazda Bohatera Związku Radzieckiego (22 lutego 1944)[1]
- Order Lenina (22 lutego 1944)
- Order Czerwonego Sztandaru (26 września 1942)
- Order Wojny Ojczyźnianej I klasy (trzykrotnie, w tym 18 maja 1943 i 25 listopada 1943)
- Order Czerwonej Gwiazdy
- Medal „Za Odwagę” (4 lutego 1943)
- Medal „Za obronę Radzieckiego Obszaru Podbiegunowego” (1944)

I inne.